# Света Марина (Света Марина)
Вижте пояснителната страница за други значения на Света Марина.
„Света Марина“ (на гръцки: Ιερός Ναός Αγίας Μαρίνας Ημαθίας) е възрожденска православна църква в берското село Света Марина, Егейска Македония, Гърция.

## Описание
Църквата е построена в 1700 година в Старото село на 2 километра източно от новото. Представлява еднокорабна базилика с полукръгла външна апсида, просторен нартекс, женска църква и трем на южната и западната страна. В северозападния ъгъл на храма има нова камбанария. Стенописите в наоса са от XVIII век. Иконите са от XIX век, а кръстът е резбован. Църквата е обявена за исторически паметник на 19 юли 1985 година.

## Стенописи
- Херувим
- Детайл от „Мъченичеството на Света Марина“
- „Мъченичество на Света Марина“
- Апостол Павел
- Христос в протезиса
- Обаз от протезиса
- Образ от южната стена на нартекса
- Свети Зосим